# ŽOK Rijeka
Ženski odbojkaški klub Rijeka (ŽOK Rijeka) bio je ženski odbojkaški klub iz Rijeke. Osnovan je 1947., a 2012. uklopljen je u HAOK Rijeka.
Djevojčadi ŽOK Rijeke deset su puta osvajale hrvatsko prvenstvo i kup, što Rijeku, uz zagrebačku Mladost, čini jednom od najuspješnijih djevojčadi u novijoj hrvatskoj povijesti.
Domaće susrete igrale su se u Dvorani Mladosti. Službene klupske boje bile su crvena, bijela i plava (boje hrvatske trobojnice).

## Povijest
Završetkom Drugog svjetskog rata dolazi do obnove športa u Rijeci, te je 1947. osnovan i odbojkaški klub. Dvadeset godina poslije, 1967., odbojkašice "Partizana" (tadašnje ime kluba) izborile su na prednatjecanju u Beogradu ulazak u Prvu jugoslavensku ligu. Sljedeće četiri sezone djevojčad Rijeke ostvarivala je dobre rezultate i postala stabilni prvoligaš.
Sezone 1972./73. osvajaju Jugoslavenski kup bez ijedne izgubljene utakmice pod vodstvom Julije Bendeove. Time su ostvarile povijesni uspjeh riječkog športa, zahvaljujući koje iste godine izlaze na međunarodnu scenu kao prva športska ekipa u povijesti grada. Sljedeće godine dolazi do spajanja djevojčadi "Partizan" i momčadi "Kvarner" u zajednički klub „Rijeka“ s prvoligaškom muškom i ženskom ekipom.
1975. godine u Rijeci je održano IX. Europsko prvenstvo. Za jugoslavensku djevojčad nastupile se i četiri igračice Rijeke: Majda Novak, Vlasta Pesaressi, Nada Zrilić i Verica Kramarić. Tijekom 1977. i 1978. zaredom osvajaju dva izdanja kupa; 1977. na domaćem terenu, a godinu kasnije u Beogradu.
Nakon Raspada Jugoslavije, osvajaju prvo izdanje Hrvatskog kupa 1992. godine. Unutar sljedećih šest godina osvajaju još jedan Kup, uz četiri završnice zaredom. Iako se nalazila u vrhu hrvatske odbojke, Rijeka zbog dominacije Mladosti i Dubrovnika nije uspjela osvojiti naslov u ratnim godinama. Prvu dvostruku krunu u samostalnoj Hrvatskoj osvajaju 1998./99., koju su uspjeli obraniti godinu kasnije.
Na Olimpijskim igrama 2000. u Sydneyiu pet igračica Rijeke nastupalo je za hrvatsku djevojčad, koja je tada ostvarila povijesni uspjeh: Gordana Jurcan, Ana Kaštelan, Marijana Ribičić, Patricija Daničić i Biljana Gligorović. Odbojkašice Rijeke od 2001. do 2006. ostvaruju šest uzastopnih nastupa u CEV Kupu, a sezone 2001./02. i 2006./07. ostvaruju nastup u završnici 8 najboljih europskih klubova (Top Teams Cup). Od 2007. do spajanja u HAOK Rijeka nastupale su u svim izdanjima europskog Challenge Cupa.
Svoju treću, i posljednju, dvostruku krunu osvajaju 2006./07. Uz tri dvostrke krune i nastupe u europskim natjecanjima odbojkašice Rijeke 2008./09. osvajaju Srednjoeuropsko prvenstvo.

## Postignuća
Hrvatsko odbojkaško prvenstvo
- Prvakinje (10): 1998./99., 1999./00., 2000./01., 2006./07., 2007./08., 2008./09., 2009./10., 2010./11., 2011./12., 2012./13.
- Doprvakinje (5): 1992./93., 1993./94., 1995./96., 1996./97., 2005./06.

Hrvatski odbojkaški kup
- Prvakinje (10): 1992., 1998., 1999., 2000., 2005., 2006., 2007., 2008., 2009., 2012.
- Doprvakinje (6): 1993., 1994., 1995., 1996., 2010., 2011.

Jugoslavensko prvenstvo
- Prvakinje (1): 1975.

Jugoslavenski kup
- Prvakinje (4): 1973., 1975., 1977., 1978.

Srednjoeuropsko prvenstvo
- Prvakinje (1): 2008./09.

* Izvor: Sportcom.hr

## Poznate igračice
- Nikolina Kovačić
- Sanja Popović
- Ivana Miloš
- Ana Grbac
- Bernarda Ćutuk